# Cyclosa xanthomelas
Cyclosa xanthomelas là một loài nhện trong họ Araneidae.
Loài này thuộc chi Cyclosa. Cyclosa xanthomelas được Eugène Simon miêu tả năm 1900.